# Skrchov
Skrchov (in tedesco Skerchow) è un comune della Repubblica Ceca facente parte del distretto di Blansko, in Moravia Meridionale.